# Mashouda
Le Mashouda ou Mashuda est un navire amiral algérien du XIXe siècle qui est commandé jusqu'en 1815 par le Raïs Hamidou, chef de la flotte et illustre raïs algérien. C'est une frégate de 46 pièces qui est bâtie selon les plans d'un constructeur basé à Alger.   

## Prises
La première prise du Raïs Hamidou avec ce navire est un navire napolitain transportant 1000 pièces d'or et de l'huile d'olive en 1802. Le 8 mars 1802, Hamidou s'empara d'un vaisseau de guerre portugais de 44 canons, faisant 282 prisonniers avec le Mashouda. Le 28 mai 1802, Hamidou capture une autre frégate portugaise de guerre de 36 canons.  

## La fin
Lors de la seconde guerre barbaresque, opposant les États-Unis à la régence d'Alger, le Mashouda est pris par surprise dans la bataille du cap Gata (1815). Rapidement encerclée par plusieurs navires américains (Guerriere (en), Constellation, Ontario, et Epervier) commandés par Decatur, il est rapidement démâté et son commandant Raïs Hamidou perd la vie. Les pertes de l'équipage s'élèvent à 30 tués et Decatur fait 406 prisonniers. Le navire est ensuite remorqué par les Américains jusqu'à Carthagène pour servir de moyen de pression diplomatique dans les négociations avec le dey d'Alger et sera restitué à la fin du conflit. 